# Art urbain à Sarajevo
Sarajevo, la capitale de la Bosnie-Herzégovine, a acquis une notoriété internationale pour sa gamme variée d'art urbain et cultures associées. La ville a une longue histoire en matière de street art, initialement liée à diverses sous-cultures dans les années 1970 et 1980. Pendant la guerre de Bosnie, le street art politique et anti-guerre était l'une des principales formes artistiques de la ville alors assiégée. Aujourd'hui[Quand ?], Sarajevo est un centre européen de l'art urbain et accueille deux festivals internationaux dédiés à cette forme d'art.

## Histoire
Tout au long des années 1970 et 1980, une grande partie de la jeunesse de la ville était influencée par les graffitis de New York. Des manifestations artistiques de ce genre se sont ensuite répandus dans la banlieue de Sarajevo, notamment le long de ses lignes de chemin de fer et de tramway. Avec l'arrivée des subcultures Punk et Mod dans l'ex-Yougoslavie, ainsi que la montée du mouvement artistique New Primitives , l'art urbain est devenu extrêmement populaire dans la capitale.
Même si le street art était présent à Sarajevo alors que la Bosnie-Herzégovine faisait partie de la Yougoslavie, il ne s'est véritablement démocratisé qu'avec le début de la guerre de Bosnie en 1992, lorsque la ville a été assiégée. De nombreux collectifs d'art liés à l'Académie des Beaux-Arts de Sarajevo, à l' Académie des Arts du Spectacle de Sarajevo et à des institutions artistiques formelles telles que le Collegium Artisticum  ont utilisé le street art pour attirer l'attention sur ce qui se passait dans le pays,.
Depuis la guerre, la ville est devenue un foyer d'art de rue, le gouvernement local approuvant la création de divers quartiers spécialement dédiés à la discipline et ayant une attitude indulgente envers cette forme d'expression artistique.

## Styles

### Art de guérilla
L'art de guérilla est la forme d'art de rue la plus répandue à Sarajevo. Les artistes de la guérilla semblent de plus en plus s'orienter vers une philosophie consistant à peindre une œuvre d'art continue, en ajoutant de nouveaux éléments au fur et à mesure que ceux qui sont les moins développés soient effacés à cause de nettoyages ou de la bataille pour l'espace qui sévit entre graffeurs. Le développement le plus important du street art et la raison de son appellation de «guérilla» est l'adoption de techniques de marketing de guérilla plutôt que des méthodes artistiques traditionnelles. L'utilisation de méthodes de marketing de guérilla pour créer une «publicité artistique» a provoqué une évolution chez les artistes. Habituellement affublés du statut d'individus créatifs, certains sont davantage perçu en tant que marques. Ce style d'art de rue a été adopté pour la première fois par les artistes Sarajéviens pendant le siège,.

### Installations de rue

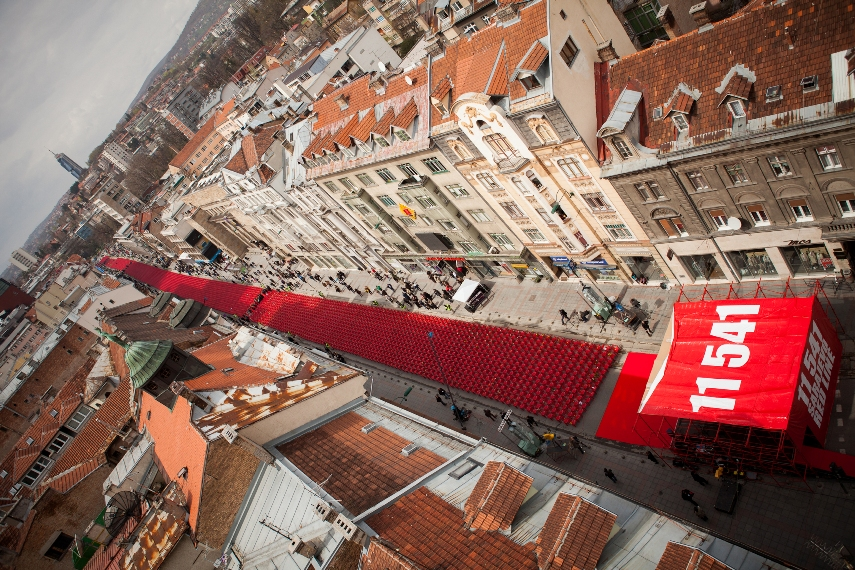
L'installation de rue Sarajevo Red Line

Les installations de rue sont devenues une forme d'expression artistique régulière à Sarajevo depuis la guerre. La plus connue, la Ligne rouge de Sarajevo, avait été mise en place le 6 avril 2012 dans la rue Maršal Tito et elle consistait en une grande installation de chaises, une exposition en plein air d'affiches de guerre et en un concert,.

### Art de rue des Ultras
La subculture Ultras fait référence à une catégorie de supporters de sport, réputés pour leur soutien ultra-fanatique. La subculture est principalement liée au football associatif, les membres suivant les équipes de football associatif. Les deux grands clubs de football de Sarajevo, le FK Sarajevo et le FK Željezničar, ont tous deux formé des groupes Ultras, le premier étant soutenu par la Horde Zla et le second par Manijaci . Les deux groupes ont participé à la création de nombreux exemples d'art de rue que l'on peut retrouver dans toute la ville,.

### Mémoriaux de guerre
De grandes fresques et images colorées décorent certains  murs délabrés et en ruine de la banlieue de Sarajevo, ayant pour but de rendre hommage aux victimes de la guerre ou de détourner l'attention des passants des édifices endommagés, n'ayant jamais bénéficié de réparations.[réf. nécessaire]

## Les roses de Sarajevo
Une rose de Sarajevo est une marque laissé dans le béton causée par l'explosion d'un obus de mortier qui a ensuite été remplie de résine rouge. Les ronds de mortier atterrissant sur le béton créent un motif de fragmentation unique qui semble presque floral dans l'arrangement (une série de brèches, de trous). Parce que Sarajevo était un site de guerre urbaine intense et a subi des milliers d'explosions d'obus pendant le siège de Sarajevo, ces motifs marqués dans le sol constituent une caractéristique unique de la ville.
Dans toute la ville, des marques d'explosion ont été remplies de résine rouge pour indiquer les endroits où des explosions de mortier ont fait un ou plusieurs morts.

## Festivals
Sarajevo accueille deux festivals internationaux dédiés au street art. Le Festival d'art de rue de Sarajevo a lieu chaque année au mois de juillet et dure trois jours. Tous les ans, l'édition est composée de nombreux spectacles et performances de rue, de la création d'un nouveau quartier d'art de rue dans la ville, de concerts, de la réalisation de grandes fresques murales et de la mise en valeur d'autres formes d'art.
Beton Fest est un festival international d'art de rue en 3D qui se tient chaque année en juillet et dure cinq jours. C'est le seul festival d'art de rue en 3D dans toute l'Europe du Sud-Est et il a accueilli de nombreux artistes de rue renommés tels que Vera Bugatti, Giovanna la Pietra Tony Cuboliquido, Manuel Bastante et bien d'autres.
Hormis les deux principaux festivals de street art, Sarajevo accueille également Pop-Up! Sarajevo et le Pop Art Festival qui organisent des conférences et des ateliers, toujours sur le thème de l'art de rue.